# Вісник репресій в Україні
«Вестник репрессий на Украине» (укр. «Вісник репресій в Україні») — печатное ежемесячное издание зарубежного представительства Украинской Хельсинкской группы (Нью-Йорк, США). Выходил с января 1980 года параллельно на украинском и английском языках. Издавался частично за счет поступлений от подписки, частично за счёт благотворительных пожертвований украинской общины в украинской диаспоре. 
Предназначался украинским общественным организациям, комитетам обороны и помощи преследуемым. Печаталась систематизированная информация о преследовании в советской Украине инакомыслящих — активистов правозащитного движения, диссидентов, представителей религиозных общин (в частности баптистов) и тому подобное,  помещалась информация и про других советских диссидентов, в частности Андрея Сахарова и Сергея Параджанова.
Имел постоянные рубрики «Хроника репрессий», «Архив самиздата», «Новости об осуждённых», приводилась библиография упоминаний о политических преследования в УССР и СССР в советской, зарубежной украино- и иноязычной прессе (впоследствии работа над этим разделом в силу объективных и субъективных причин была приостановлена), регулярно приводились списки репрессированных, биографические сведения про них и их семьи, адреса и тому подобное. Имел приложение — «Документы украинского патриотического движения». Редактором-составителем «Вестника ...» была Надежда Светличная. Прекратил издаваться в 1985 году.